# 종합운동장
종합운동장(綜合運動場, Sports complex) 혹은 종합경기장(綜合競技場)은 축구와 육상 등의 야외 스포츠를 할 수 있는 주경기장, 농구와 배구 등의 실내스포츠를 할 수 있는 체육관, 야구장, 수영장 등 여러 종목의 체육 시설 및 관련 스포츠 부대 시설이 함께 들어서 있는 스포츠 경기장 종합 단지를 지칭하는 용어이다.
올림픽주경기장, 잠실보조경기장, 잠실야구장, 잠실실내체육관, 잠실학생체육관, 잠실탁구장, 잠실 제1수영장, 잠실 제2수영장 등의 스포츠 경기장들과 인라인스케이트장, 체육공원, 올림픽전시관, 체육유관단체 사무실 등의 관련 부대 시설이 함께 있는 서울종합운동장이 한국의 대표적인 종합운동장이다.
대한민국에서 종합운동장 혹은 종합경기장이라는 용어는 위와 같은 스포츠 경기장 종합 단지를 의미하면서 축구와 육상을 할 수 있는 주경기장을 바로 지칭하는 용어로 동시에 사용되는 경우가 많기 때문에 용어의 명확성이 떨어진다.
즉 축구와 육상을 할 수 있는 다목적 경기장을 종합운동장을 구성하는 시설 중 하나로 'OO종합운동장 주경기장' 이렇게 명확하게 구분해서 부르지 않고 또 일부 지자체의 경우 나주종합스포츠파크, 나주종합운동장처럼 종합운동장의 의미를 스포츠파크 등 다른 용어를 사용하고 주경기장 명칭을 종합운동장으로 명명한 경우도 있어 혼란이 가중되고 있다. 그러므로 종합운동장 혹은 종합경기장이 스포츠 경기장 종합 단지를 의미하는 용어로 사용되었는지 아니면 축구와 육상을 할 수 있는 주경기장으로 사용되었는지 상황에 따라 판단해야 한다.
한편 축구와 육상을 기본으로 하여 경기장 내부 시설 변형을 통해 야구, 농구, 복싱, 모터스포츠까지 모두 할 수 있는 경기장은 다목적 경기장으로 정의되며 종합운동장 혹은 종합경기장과는 구별된다.

## 같이 보기
- 경기장
- 다목적 경기장
- 스타디움
- 아레나